# 长考
长考是一个围棋术语，指棋手花很长时间来下一步棋。现代围棋比赛通常有时间限制，但仍有棋手花几十分钟思考一步棋的情况，如第五届应氏杯世界职业围棋锦标赛第三局中崔哲瀚的几步棋都用了超过半小时。在日本，为配合报社连载，围棋对局通常耗时很久。直到现在，日本本因坊战、名人战都采用两日制对局，棋手经常长考。在1988年的本因坊战中，武宫正树曾用5小时7分钟思考一步棋。而在无时间限制的对局中，日本棋士星野紀曾经创下一手棋长考16小时的记录。